# Трістан Дегреф
Трістан Дегреф (нід. Tristan Degreef; нар. 19 січня 2005) — бельгійський футболіст, вінгер клубу «Андерлехт».

## Клубна кар'єра
Займався футболом в системі «Ауд-Геверле Левен» зі свого рідного міста, а 2014 року приєднався до академії «Андерлехта». 20 липня 2021 року підписав з клубом свій перший професіональний контракт. 20 листопада 2022 року дебютував за фарм-клуб «Андерлехт Ф'ючерз» в матчі Челленджер Про-ліги проти «Дендера». 1 вересня 2023 року в поєдинку проти «Йонг Генк» забив свій перший гол у кар'єрі.
31 жовтня 2023 року дебютував в основному складі «Андерлехта» в матчі Кубка Бельгії проти «Ла-Лув'єра», вийшовши на заміну Томасу Ділейні. 28 січня 2024 року в поєдинку проти «Юніона» дебютував у Про-лізі.
29 серпня 2024 року в матчі кваліфікації Ліги Європи УЄФА проти мінського «Динамо» дебютував у єврокубках. 28 листопада в поєдинку Ліги Європи проти «Порту» забив свій перший гол за «Андерлехт». 31 грудня 2024 року продовжив контракт з клубом до літа 2028 року. В сезоні 2024–25 дійшов з «Андерлехтом» до фіналу Кубка Бельгії, в якому його команда в підсумку поступилась «Брюгге».
27 липня 2025 року в матчі проти «Вестерло» вперше відзначився м'ячем у Про-лізі.

## Кар'єра в збірній
Виступав за збірну Бельгії до 19 років.

## Статистика виступів
Станом на 14 серпня 2025
| Клуб              | Сезон             | Чемпіонат           | Чемпіонат | Чемпіонат | Кубок | Кубок | Єврокубки | Єврокубки | Інші  | Інші | Всього | Всього |
| Клуб              | Сезон             | Дивізіон            | Матчі     | Голи      | Матчі | Голи  | Матчі     | Голи      | Матчі | Голи | Матчі  | Голи   |
| ----------------- | ----------------- | ------------------- | --------- | --------- | ----- | ----- | --------- | --------- | ----- | ---- | ------ | ------ |
| Андерлехт Ф'ючерз | 2022–23           | Челленджер Про-ліга | 8         | 0         | —     | —     | —         | —         | —     | —    | 8      | 0      |
| Андерлехт Ф'ючерз | 2023–24           | Челленджер Про-ліга | 20        | 3         | —     | —     | —         | —         | —     | —    | 20     | 3      |
| Андерлехт Ф'ючерз | 2024–25           | Челленджер Про-ліга | 4         | 1         | —     | —     | —         | —         | —     | —    | 4      | 1      |
| Андерлехт Ф'ючерз | Всього            | Всього              | 32        | 4         | 0     | 0     | 0         | 0         | 0     | 0    | 32     | 4      |
| Андерлехт         | 2023–24           | Про-ліга            | 1         | 0         | 3     | 0     | —         | —         | —     | —    | 4      | 0      |
| Андерлехт         | 2024–25           | Про-ліга            | 13        | 0         | 4     | 1     | 8         | 1         | —     | —    | 25     | 2      |
| Андерлехт         | 2025–26           | Про-ліга            | 3         | 1         | 0     | 0     | 4         | 0         | —     | —    | 7      | 1      |
| Андерлехт         | Всього            | Всього              | 17        | 1         | 7     | 1     | 12        | 1         | 0     | 0    | 36     | 3      |
| Всього за кар'єру | Всього за кар'єру | Всього за кар'єру   | 49        | 5         | 7     | 1     | 12        | 1         | 0     | 0    | 68     | 7      |

1. ↑  Матчі в Лізі Євпопи УЄФА
2. ↑  2 матчі в Лізі Європи УЄФА, 2 матч в Лізі конференцій УЄФА